# こと座RR星
こと座RR星（ことざRRせい、英: RR Lyrae、略称: RR Lyr）は、こと座の方向に位置する脈動変光星。

## 概要
こと座RR型変光星の代表星で、1901年にウィリアミーナ・フレミングによって変光が発見された。13.604826時間、すなわち0.56686776日の周期で7.06等と8.12等の間を変光する。変光に伴いスペクトル型もA5.0-F7.0の間を変化する。こと座RR型変光星は増光が減光より急なRRAB型と増光と減光の速度がほぼ等しいRRC型に細分されるが、こと座RR星はRRAB型に分類される。